# Liste de l'observatoire mondial des monuments (2022)
Pour les articles homonymes, voir Liste de l'observatoire mondial des monuments.
Cet article recense les sites concernés par l'observatoire mondial des monuments en 2022.

## Généralités
L'observatoire mondial des monuments (World Monuments Watch en anglais) est le programme principal du Fonds mondial pour les monuments (World Monuments Fund), une organisation non gouvernementale à but non lucratif basée à New York, aux États-Unis. Cet observatoire a pour but d'identifier et de préserver les biens culturels importants en danger.
La liste 2022 est publiée le 28 février 2022. Elle comprend 25 sites répartis sur 24 pays (Australie, Bangladesh, Belize, Brésil, Burkina Faso, Cambodge, Chine, Égypte, États-Unis, Ghana, Inde, Indonésie, Liban, Libye, Maldives, Mexique, Népal, Pakistan, Pérou, Portugal, Roumanie, Royaume-Uni, Soudan, Yémen).

## Liste
| Site                                                                                                | Pays         | Notes                                       | Coordonnées                         | Photo |
| --------------------------------------------------------------------------------------------------- | ------------ | ------------------------------------------- | ----------------------------------- | ----- |
| Kinchela Aboriginal Boys' Training Home (en)                                                        | Australie    |                                             | 30° 58′ 35″ sud, 152° 58′ 55″ est   |       |
| Ville-mosquée historique de Bagerhat                                                                | Bangladesh   | Inscrite au patrimoine mondial depuis 1985  | 22° 39′ 39″ nord, 89° 45′ 31″ est   |       |
| Lamanai                                                                                             | Belize       |                                             | 17° 45′ 09″ nord, 88° 39′ 16″ ouest |       |
| Parc d'État de Monte Alegre (en)                                                                    | Brésil       |                                             | 2° 02′ 36″ sud, 54° 10′ 09″ ouest   |       |
| Maison du Peuple de Ouagadougou                                                                     | Burkina Faso |                                             | 12° 22′ 19″ nord, 1° 31′ 25″ ouest  |       |
| Paysage culturel des Bunongs                                                                        | Cambodge     |                                             |                                     |       |
| Manoirs fortifiés de Yongtai                                                                        | Chine        |                                             | 25° 50′ 46″ nord, 118° 48′ 47″ est  |       |
| Abydos                                                                                              | Égypte       |                                             | 26° 11′ 00″ nord, 31° 55′ 00″ est   |       |
| Africatown (en)                                                                                     | États-Unis   |                                             | 30° 44′ 07″ nord, 88° 03′ 31″ ouest |       |
| Pâturage de Garcia, Brownsville                                                                     | États-Unis   |                                             | 25° 59′ 46″ nord, 97° 17′ 45″ ouest |       |
| Bâtiments traditionnels Ashantis                                                                    | Ghana        | Inscrits au patrimoine mondial depuis 1980. | 6° 24′ 04″ nord, 1° 37′ 33″ ouest   |       |
| Bazar de Tiretta (en), Calcutta                                                                     | Inde         |                                             | 22° 32′ 46″ nord, 88° 23′ 10″ est   |       |
| Sumba                                                                                               | Indonésie    |                                             | 9° 41′ 31″ sud, 120° 00′ 00″ est    |       |
| Patrimoine architectural de Beyrouth                                                                | Liban        |                                             | 33° 54′ 01″ nord, 35° 30′ 06″ est   |       |
| Centre historique de Benghazi                                                                       | Libye        |                                             | 32° 07′ 00″ nord, 20° 04′ 00″ est   |       |
| Mosquées et cimetière de Kōgaṇṇu (en)                                                               | Maldives     |                                             | 0° 34′ 52″ sud, 73° 13′ 43″ est     |       |
| Teotihuacan                                                                                         | Mexique      | Inscrit au patrimoine mondial depuis 1987.  | 19° 41′ 30″ nord, 98° 50′ 30″ ouest |       |
| hitis Hitis de la vallée de Katmandou                                                               | Népal        |                                             | 27° 42′ 14″ nord, 85° 18′ 31″ est   |       |
| Mausolée de Jahângîr                                                                                | Pakistan     |                                             | 31° 37′ 21″ nord, 74° 18′ 12″ est   |       |
| Paysage culturel Yanacancha-Huaquis (es)                                                            | Pérou        |                                             | 12° 16′ 41″ sud, 75° 49′ 39″ ouest  |       |
| Gares maritimes d'Alcântara et Rocha do Conde de Óbidos (pt) (peintures murales d'Almada Negreiros) | Portugal     |                                             | 38° 41′ 57″ nord, 9° 10′ 27″ ouest  |       |
| Synagogue de Fabric et héritage juif de Timișoara                                                   | Roumanie     |                                             | 45° 45′ 23″ nord, 21° 14′ 44″ est   |       |
| Hurst Castle (en)                                                                                   | Royaume-Uni  |                                             | 50° 42′ 23″ nord, 1° 33′ 04″ ouest  |       |
| Nouri                                                                                               | Soudan       |                                             | 18° 33′ 52″ nord, 31° 54′ 59″ est   |       |
| Archipel de Socotra                                                                                 | Yémen        | Inscrit au patrimoine mondial depuis 2008.  | 12° 31′ nord, 53° 55′ est           |       |